# Horahora
Horahora est une localité de la région du Northland dans l’île du Nord de la Nouvelle-Zélande.

## Situation
C’est  une banlieue du coin sud-ouest de la ville de Whangarei

## Population
La population était de 1 053 habitants lors du recensement de 2006, en augmentation de 75 résidents par rapport à 2001.

## Éducation
- L’école " Hora Hora School"    est une école primaire mixte allant de l’année 1 à 6 avec un taux de décile de 2 et un effectif de 318 élèves [3]. L’école a ouvert en 1893 et s’est développée sur son site actuel en 1925[4].

## Sport
La banlieue d’Horahora est le domicile de nombreuses équipes sportives comprenant:

### Rugby
Le Hora Hora RFC (en) (aussi connu tout simplement comme ‘Hora Hora’) est un club de rugby situé au niveau de ‘Te Mai Road’, dans  Whangarei en Nouvelle-Zélande. 
L’équipe première du club participant actuellement aux compétitions de la zone sud du Northland Rugby Football Union's ou NRFU (en).